# Deputati della XVII legislatura del Regno d'Italia
Questo elenco riporta i nomi dei deputati della XVII legislatura del Regno d'Italia.

## A
- Enrico Accinni
- Luigi Adami
- Giulio Adamoli
- Achille Afan de Rivera
- Gregorio Agnini
- Francesco Alario
- Francesco Alimena
- Claudio Alli Maccarani
- Carlo Altobelli
- Michele Amadei
- Michele Amato Pojero
- Francesco Ambrosoli
- Olindo Amore
- Roberto Andolfato
- Girolamo Angeloni
- Giuseppe Andrea Angeloni
- Pietro Antonelli
- Ottavio Anzani
- Antonio Araldi
- Edoardo Arbib
- Giorgio Arcoleo
- Valentino Armirotti
- Bernardo Arnaboldi Gazzaniga
- Silvio Arrivabene Valenti Gonzaga
- Emanuele Artom di Sant'Agnese
- Giuseppe Auriti

## B
- Guido Baccelli
- Alfonso Badini Confalonieri
- Nicola Balenzano
- Emanuele Balestreri
- Oreste Baratieri
- Augusto Barazzuoli
- Vincenzo Baroni
- Salvatore Barzilai
- Gian Lorenzo Basetti
- Giuseppe Basini
- Michelangelo Bastogi
- Luca Beltrami
- Bortolo Benedini
- Valerio Beneventani
- Giuseppe Benzi
- Giuseppe Berio
- Domenico Berti
- Lodovico Berti
- Pietro Bertolini
- Tomaso Bertollo
- Francesco Bertolotti
- Giovanni Bettolo
- Ergisto Bezzi
- Giuseppe Biancheri
- Giulio Carlo Bianchi
- Paolo Billia
- Pasquale Billi
- Felice Bobbio
- Emilio Bocchialini
- Teodorico Bonacci
- Giuseppe Bonacossa
- Giuseppe Bonajuto Paternò Castello
- Massimo Bonardi
- Adeodato Bonasi
- Ruggiero Bonghi
- Ferdinando Bordonali
- Carlo Borgatta
- Davide Borrelli
- Emanuele Borromeo
- Luigi Borsarelli di Rifreddo
- Paolo Boselli
- Giovanni Bovio
- Ascanio Branca
- Benedetto Brin
- Angelo Broccoli
- Gaetano Brunetti
- Attilio Brunialti
- Adolfo Brunicardi
- Emilio Bufardeci
- Carlo Buttini

## C
- Giovanni Cadolini
- Onorato Caetani di Sermoneta
- Francesco Cagnola
- Clemente Caldesi
- Stefano Calpini
- Ferdinando Calvanese
- Gaetano Calvi
- Tommaso Cambray Digny
- Valentino Caminneci
- Emilio Campi
- Felice Napoleone Canevaro
- Stefano Canzio
- Pasquale Capilongo
- Alberto Capilupi de' Grado
- Antonio Capoduro
- Marziale Capo
- Michele Capozzi
- Raffaele Cappelli
- Paolo Carcano
- Antonio Cardarelli
- Francesco Carenzi
- Pietro Carmine
- Giuseppe Carnazza Amari
- Raffaele Caruso
- Severino Casana
- Rinaldo Casati
- Pietro Casilli
- Agostino Casini
- Emilio Castelli
- Alberto Castoldi
- Paolo Castorina
- Adolfo Cavalieri
- Alberto Cavalletto
- Luigi Cavalli
- Filippo Cavallini
- Felice Cavallotti
- Antonio Cefaly
- Francesco Maria Centi
- Carlo Cerruti
- Luigi Chiala
- Felice Chiapusso
- Emidio Chiaradia
- Pietro Chiara
- Michele Chiesa
- Bonaventura Chigi Zondadari
- Bruno Chimirri
- Luigi Chinaglia
- Ernesto Cianciolo
- Giacinto Cibrario
- Vittorio Cipelli
- Gino Cittadella Vigodarzere
- Paolo Clementini
- Francesco Cocco Ortu
- Gaspare Cocozza di Montanara
- Girolamo Coffari
- Napoleone Colajanni
- Adriano Colocci
- Giuseppe Colombo
- Maffeo Colonna Sciarra
- Jacopo Comin
- Carlo Compans de Brichanteau
- Emilio Conti
- Michele Coppino
- Tullo Corradini Ginanni
- Raffaele Corsi
- Giovanni Corvetto
- Alessandro Costa
- Andrea Costa
- Settimio Costantini
- Secondo Cremonesi
- Francesco Crispi
- Francesco Cucchi
- Luigi Cucchi
- Simone Cuccia
- Enrico Curati
- Giorgio Curcio
- Giovanni Curioni

## D
- Emanuele d'Adda
- Gaetano d'Agata
- Nicola d'Alife Gaetani
- Giuseppe d'Andrea
- Antonio d'Arco
- Pietro d'Ayala Valva
- Luchino Dal Verme
- Abele Damiani
- Edoardo Daneo
- Gualtiero Danieli
- Luigi Dari
- Vincenzo De Bernardis
- Vincenzo De Blasio Di Palizzi
- Luigi De Blasio
- Ippolito De Cristofaro
- Antonio De Dominicis
- Pietro De Giorgio
- Antonio De Lieto
- Ippolito Onorio De Luca
- Giacomo De Martino
- Pasquale De Murtas Zichina
- Pazzino De Pazzi
- Luigi De Puppi
- Enrico De Renzi
- Giuseppe De Riseis
- Luigi De Riseis
- Ottavio De Salvio
- Errico De Seta
- Giuseppe De Simone
- Rocco de Zerbi
- Girolamo Del Balzo
- Giovanni Della Rocca
- Francesco Della Valle
- Pietro Delvecchio
- Vincenzo Demaria
- Luigi Di Balme Arnaldi
- Giovanni Di Belgioioso (Quarto)
- Scipione Di Blasio
- Giovanni Di Breganze
- Paolo Di Camporeale Beccadelli Bologna Acton
- Francesco Di Collobiano
- Donato Di Marzo
- Antonio Di Rudinì (Starrabba)
- Gennaro Di San Donato (Sambiase San Severino)
- Antonino Di San Giuliano Paternò Castello
- Benedetto di San Giuseppe
- Ugo di Sant'Onofrio del Castillo
- Luigi Diligenti
- Luigi Dini
- Ulisse Dini
- Marco Donati

## E
- Augusto Elia
- Giuseppe Ellena
- Vittorio Ellena
- Adolfo Engel
- Giuseppe Episcopo
- Paolo Ercole

## F
- Paolo Fabrizj
- Giovanni Facheris
- Achille Fagioli
- Eugenio Faina
- Nicola Falconi
- Giovanni Faldella
- Francesco Falsone
- Cesare Fani
- Francesco Faranda
- Luigi Emanuele Farina
- Nicola Farina
- Casimiro Favale
- Francesco Fede
- Nicolò Ferracciu
- Ruggero Ferracciu
- Alfonso Ferrari Corbelli
- Ettore Ferrari
- Luigi Ferrari
- Maggiorino Ferraris
- Enrico Ferri
- Paolo Figlia
- Ignazio Filì Astolfone
- Camillo Finocchiaro Aprile
- Vincenzo Flauti
- Filippo Florena
- Giovanni Battista Fornari
- Alessandro Fortis
- Giustino Fortunato
- Lorenzo Franceschini
- Leopoldo Franchetti
- Michele Francica
- Giuseppe Franzi
- Giuseppe Frascara
- Antonio Fratti
- Secondo Frola
- Lodovico Fulci

## G
- Aristide Gabelli
- Lazzaro Gagliardo
- Tancredi Galimberti
- Luigi Gallavresi
- Roberto Galli
- Nicolò Gallo
- Giuseppe Gallotti
- Pietro Gamba Ghiselli
- Antonio Gandolfi
- Felice Garelli
- Menotti Garibaldi
- Francesco Gasco
- Francesco Genala
- Carlo Gentili
- Emilio Giampietro
- Bartolomeo Gianolio
- Emanuele Gianturco
- Carlo Ginori Lisci
- Giovanni Giolitti
- Giuseppe Giordano Apostoli
- Nicola Giorgi
- Raffaello Giovagnoli
- Edoardo Giovanelli
- Girolamo Giusso
- Carlo Gorio
- Michele Grassi Pasini
- Paolo Grassi
- Bernardino Grimaldi
- Pasquale Grippo
- Federigo Grossi
- Luigi Guelpa
- Antonio Guglielmi
- Andrea Guglielmini

## I
- Matteo Renato Imbriani Poerio
- Luigi Indelli

## J
- Stefano Jannuzzi

## L
- Luigi La Porta
- Pietro Lacava
- Primo Lagasi
- Enrico Laj
- Giuseppe Lanzara
- Giuseppe Lazzaro
- Pietro Leali
- Ulderico Levi
- Francesco Lo Re
- Carlo Lochis
- Augusto Lorenzini
- Francesco Lovito
- Piero Lucca
- Odoardo Luchini
- Luciano Luciani
- Alfonso Lucifero
- Cesare Lugli
- Pietro Luporini
- Carlo Luzi
- Ippolito Luzzati
- Luigi Luzzatti

## M
- Giacomo Maffei
- Antonio Maffi
- Carlo Maluta
- Giuseppe Manfredi
- Lodovico Maranca Antinori
- Annibale Marazio di Santa Maria Bagnolo
- Fortunato Marazzi
- Giuseppe Marchiori
- Giovanni Marinelli
- Antonio Marinuzzi
- Filippo Mariotti
- Ruggero Mariotti
- Nicola Marselli
- Mario Martelli
- Ferdinando Martini
- Giovanni Battista Martini
- Vincenzo Marzin
- Vincenzo Massabò
- Francesco Paolo Materi
- Ruggiero Maurigi di Castel Maurigi
- Matteo Maurogordato
- Eugenio Maury Di Morancez
- Pietro Mazza
- Michele Mazzella
- Matteo Mazziotti
- Giovanni Mazzoni
- Francesco Meardi
- Isidoro Mel
- Antonio Mellusi
- Carlo Menotti
- Luigi Merello
- Giuseppe Merzario
- Giovanni Mestica
- Giuseppe Mezzacapo
- Camillo Mezzanotte
- Luigi Alfonso Miceli
- Tullio Minelli
- Marco Miniscalchi Erizzo
- Domenico Minolfi Scovazzo
- Roberto Mirabelli
- Stanislao Mocenni
- Alessandro Modestino
- Pompeo Gherardo Molmenti
- Francesco Montagna
- Franco Monticelli
- Gustavo Monti
- Antonio Mordini
- Gismondo Morelli Gualtierotti
- Enrico Costantino Morin
- Angelo Muratori
- Augusto Murri
- Giuseppe Mussi

## N
- Luigi Napodano
- Alessandro Narducci
- Carlo Nasi
- Nunzio Nasi
- Ippolito Niccolini
- Francesco Nicoletti
- Paolo Nicolosi
- Giovanni Nicotera
- Pietro Nocito

## O
- Giovanni Oddone
- Luigi Oddone
- Baldassarre Odescalchi
- Salvatore Omodei Ruiz
- Francesco Orsini Baroni

## P
- Francesco Pace
- Francesco Pais Serra
- Giovanni Battista Paita
- Romualdo Palberti
- Alfonso Palitti
- Carlo Italo Panattoni
- Beniamino Pandolfi Guttadauro
- Giacomo Panizza
- Mario Panizza
- Pietro Pansini
- Edoardo Pantano
- Gaetano Paolucci
- Angelo Papadopoli
- Ulisse Papa
- Francesco Parona
- Salvatore Parpaglia
- Alessandro Pascolato
- Ernesto Pasquali
- Dionisio Passerini
- Carmelo Patamia
- Luigi Bernardo Patrizi
- Giuseppe Pavoncelli
- Giovanni Pavoni
- Clemente Pellegrini
- Giovanni Pellerano
- Luigi Girolamo Pelloux
- Francesco Penserini
- Arturo Perrone di San Martino
- Gian Domenico Petroni
- Francesco Petronio
- Giulio Peyrot
- Erasmo Piaggio
- Silvestro Picardi
- Alberto Piccaroli
- Vincenzo Piccolo Cupani
- Rodolfo Pierotti
- Francesco Pignatelli di Strongoli
- Alfonso Pignatelli
- Emilio Pinchia
- Pasquale Placido
- Achille Plebano
- Giuseppe Poggi
- Giovanni Antonio Poli
- Nicola Polvere
- Guido Pompilj
- Antonio Ponsiglioni
- Ettore Ponti
- Camillo Prampolini
- Giulio Prinetti Di Merate
- Giovanni Puccini
- Giuseppe Alberto Pugliese
- Leopoldo Pullè

## Q
- Niccolò Quartieri
- Lucio Quattrocchi
- Angelo Quintieri

## R
- Carlo Alberto Racchia
- Francesco Raffaele
- Edilio Raggio
- Roberto Rampoldi
- Carlo Randaccio
- Luigi Rava
- Giuseppe Reale
- Paolo Ricci
- Carlo Ridolfi
- Antonio Rinaldi
- Pietro Rinaldi
- Enrico Riola
- Vincenzo Riolo
- Valentino Rizzo
- Marco Rocco
- Gerolamo Rolandi
- Leone Romanin Jacur
- Adelelmo Romano
- Antonio Roncalli
- Scipione Ronchetti
- Pietro Rosano
- Roberto Rospigliosi
- Gerolamo Rossi Martini
- Rodolfo Rossi
- Luigi Roux
- Giulio Rubini
- Giuseppe Ruggieri
- Emanuele Ruspoli

## S
- Gualtiero Sacchetti
- Giuseppe Sacconi
- Giuseppe Sagarriga Visconti
- Antonio Salandra
- Francesco Salaris
- Domenico Sampieri
- Giacomo Sanfilippo
- Adolfo Sanguinetti
- Cesare Sanguinetti
- Giacomo Sani
- Severino Sani
- Augusto Santini
- Alberto Sanvitale
- Vincenzo Saporito
- Gennaro Sardi
- Crescenzio Scarselli
- Domenico Sciacca Della Scala
- Federico Seismit-Doda
- Corradino Sella
- Giuseppe Semmola
- Tommaso Senise
- Vittorio Serra
- Giovanni Severi
- Francesco Angelo Siacci
- Giulio Silvestri
- Luigi Simeoni
- Ranieri Simonelli
- Luigi Simonetti
- Paolo Emilio Sineo
- Andrea Sola Cabiati
- Giuseppe Solimbergo
- Giovanni Maria Solinas Apostoli
- Sidney Costantino Sonnino
- Tommaso Sorrentino
- Giuseppe Speroni
- Francesco Spirito
- Baldassarre Squitti
- Antonio Stanga
- Enrico Stelluti Scala
- Amilcare Strani
- Gianforte Suardi
- Alessio Suardo
- Celestino Summonte

## T
- Giovanni Tabacchi
- Gaetano Tacconi
- Diego Tajani
- Giuseppe Tasca Lanza
- Vittore Tasca
- Camillo Tassi
- Luigi Tegas
- Giovanni Battista Tenani
- Ignazio Testasecca
- Tommaso Testa
- Lorenzo Tiepolo
- Tommaso Tittoni
- Antonio Giovanni Toaldi
- Attilio Tomassi
- Corrado Tommasi Crudeli
- Nicola Tondi
- Bernardo Torelli
- Michele Torraca
- Filippo Torrigiani Guadagni
- Pietro Tortarolo
- Giuseppe Toscanelli
- Alberto Treves De Bonfili
- Francesco Tripepi
- Pietro Paolo Trompeo
- Giorgio Turbiglio
- Sebastiano Turbiglio
- Pietro Turchi
- Carlo Turi

## U
- Errico Ungaro

## V
- Giuseppe Vaccaj
- Pietro Vacchelli
- Paolo Vagliasindi del Castello
- Angelo Valle
- Eugenio Valli
- Gino Vendemini
- Francesco Vendramini
- Achille Vetroni
- Augusto Vienna
- Tommaso Villa
- Nicola Vischi
- Alfonso Visocchi
- Roberto Vollaro De Lieto
- Francesco Saverio Vollaro
- Domenico Zainy Vigliena Montespin

## Z
- Giuseppe Zanardelli
- Cesare Zanolini
- Luigi Zappi Ceroni
- Domenico Zeppa
- Francesco Zuccaro Floresta
- Giovanni Zucconi